# Paralimnoria andrewsi
Paralimnoria andrewsi là một loài chân đều trong họ Limnoriidae. Loài này được Calman miêu tả khoa học năm 1910.